# Lipocosma hebescalis
Lipocosma hebescalis là một loài bướm đêm trong họ Crambidae.